# Corylus colurnoides
Corylus colurnoides là một loài thực vật có hoa trong họ Betulaceae. Loài này được C.K.Schneid. mô tả khoa học đầu tiên năm 1906.